# Francine Mayran
Pour les articles homonymes, voir Mayran.
Francine Mayran née le 1er octobre 1958 à Strasbourg, est une psychiatre, peintre et céramiste française, experte auprès du Conseil de l'Europe, dont l’œuvre est consacrée depuis 2008 à la mémoire de la Shoah, ainsi que depuis 2014 à celle du génocide des Tutsis au Rwanda et depuis 2015 à celle du génocide des Arméniens.

## Éléments biographiques
Francine Mayran est née dans une famille juive strasbourgeoise. Elle exerce la profession de psychiatre.
Elle consacre son œuvre de peintre et de céramiste à la mémoire de la Shoah,,. Elle est influencée par Chaïm Soutine et Anselm Kiefer.
Depuis 2008, la mémoire de la Shoah et d'autres génocides (génocide tsigane, Génocide arménien et celui des Tutsi au Rwanda) s'incarne dans ses peintures, céramiques et textes pour relier l'art et l'histoire, mémoires individuelles et mémoire collective.
Elle construit un parcours européen de mémoire avec près de 50 expositions depuis 2008, pour éviter l'oubli, éveiller les consciences et transmettre un espoir en l'avenir. Ses œuvres questionnent l'indifférence et interrogent les traces de la déshumanisation, pour rappeler que certains surent garder la valeur des droits de l'homme, que l'humain reste plus fort que l'inhumain et ne pas oublier la valeur précieuse de chaque Vie humaine.
Pour la 20e commémoration du génocide des Tutsis au Rwanda, elle a créé 30 nouvelles œuvres accompagnées d’un livret « Après la Shoah on avait dit plus jamais ça… et pourtant »  écrit à 4 mains avec des Tutsi rescapés
Son exposition « Témoigner de ces vies » a ouvert la programmation «Mémoire Paris Neuf»  dans le cadre de la mission Mémoire de la Mairie du 9e 
Elle a été intégrée par Alexis Govciyan, responsable de la mission 2015 du CCAF, dans le programme des manifestations en Ile-de-France du centenaire du génocide arménien 1915-2015. 30 nouvelles œuvres mémoire du génocide arménien ont été présentées accompagnées du livret « 100 ans de déni ou le génocide des Arméniens »
L’art est pour elle un complément à l’histoire. Là où l’histoire informe, ses œuvres questionnent. Son objectif est de faire œuvre de transmission en honorant la mémoire des victimes et en maintenant vivant le message des rescapés et d’éveiller les consciences en questionnant l'indifférence et interrogeant les traces indélébiles de tout génocide pour les rescapés, les descendants et l’humanité entière. Comme un passeur de mémoire, elle prend le relais des derniers témoins directs qui peu à peu s'éteignent, pour s’adresser à de nouveaux témoins pour éviter l’oubli et sensibiliser au danger de répéter l'Histoire. Elle connecte des témoignages et des photos d’archive, traces objectives du passé, et les relie par une création personnelle comme dans un lien de descendance pour que ces images restent et vivent et qu'elles deviennent des instants du présent.
Par des peintures de foule anonymes, elle questionne la responsabilité des hommes témoins de l’Histoire et la capacité individuelle à rester passifs ou à devenir un témoin actif. Par des portraits sur béton, elle transmet les mémoires individuelles et symbolise l’humanité des victimes, en leur rendant leur visage et leur nom. Avec des numérotations, elle symbolise les traces laissées par la barbarie chez les victimes, les descendants et toute l’humanité. Mais pour elle, l’humain reste toujours plus fort que l’inhumain. Par des portraits de Justes parmi les nations qui sauvèrent l’honneur de l’Humanité, elle rappelle l’extraordinaire capacité de certains hommes au Bien, eux qui représentent pour les générations à venir des lumières dans la noirceur d’un monde.
Son œuvre se veut être un message de vie, un espoir en l’avenir, rappelant à chacun la valeur des droits de l’Homme et la valeur inestimable de chaque vie humaine.
Elle intervient chez les scolaires et élabore des projets pédagogiques 'afin que l'art au côté de l’histoire, interpelle les jeunes, les rende conscients de la capacité de barbarie de l’homme civilisé, du danger de la négation de l’homme et du reniement de l'humanité et leur rappelle la dimension humaine de l’Holocauste pour qu'ils perpétuent à leur tour la transmission. Avec le Conseil de l'Europe, elle engage un travail avec les enseignants européens 'pour réfléchir à l’apport de l’art à la transmission de la mémoire.
Refusant la concurrence des mémoires, ses créations se veulent être écho de la mémoire de toutes les victimes, des Juifs, des Tsiganes, des homosexuels, des résistants, de Témoins de Jéhovah ou encore des handicapés.
Ses peintures font partie de collections publiques (Musée de la résistance d'Esch sur Alzette à Luxembourg, Centre de Déportation et de Recherche sur l’Enrôlement forcé ou Gare Hollerich à Luxembourg, mémorial de l'internement et de la déportation du camp de Compiègne, mairie de Boortmeerbeek en Belgique, ) et illustrent des fiches pédagogiques réalisées par le Conseil de l’Europe, dans le cadre du programme «Transmission de la mémoire de l'Holocauste et prévention des crimes contre l'humanité ».
Son livre «Témoigner de ces vies-peindre la mémoire» est paru aux Éditions du signe en 2012.

## Expositions
- 2008 :
  - Strasbourg. Conseil Régional d'Alsace
- 2009 : 
  - Allemagne. Karlsruhe, Centre Culturel Franco-allemand
  - Foire Internationale d’art St-Art 2009
  - Schirmeck. Mémorial de l'Alsace-Moselle
- 2010 : 
  - Conseil de l’Europe. Strasbourg
  - Verdun. Centre Mondial de la Paix
  - Strasbourg. Festival Tsigane Michto
  - Centre Européen du Résistant Déporté. Camp de concentration de Natzwiller-Struthof
- 2011 : 
  - Mémorial du Camp de Royallieu
  - Belgique. Mémorial National du Fort de Breendonk
  - Belgique. Boortmeerbeek. Mairie et Gare. Commémoration du convoi XX 
  - Strasbourg. Festival Tsigane Michto
- 2012 :
  - Strasbourg. Conseil Régional d'Alsace
  - Conseil de l’Europe. Strasbourg. Colloque international
  - Albanie. Tirana. Musée national historique.  Conseil de l’Europe. Conférence internationale
  - Luxembourg. Centre de déportation et de Recherches sur l’Enrôlement Forcé ou Gare Hollerich
  - Grèce. Thessalonique. Université Aristote.  Conseil de l’Europe. Conférence internationale
- 2013 : 
  - Strasbourg. Centre Européen de la Jeunesse, à l’occasion de la Journée internationale dédiée à la mémoire des victimes de l'Holocauste. 27 janvier
  - Conseil de l’Europe. Strasbourg. Alliance Européenne des Villes et des Régions pour l'Inclusion des Roms. 24e session du Congrès
  - Strasbourg. Église du Temple-Neuf
  - Luxembourg. Esch-sur-Alzette. Musée de la Resistance
  - Strasbourg.  Conseil de l’Europe. Exposition  avec l’Ambassade de Pologne “The world knew: Jan Karski’s mission for humanity”
  - Conseil de l’Europe.  Strasbourg. Colloque « La musique et les camps »
  - Oberhausbergen. 67205 Centre Culturel Le Preo
- 2014 : 
  - Strasbourg. Centre Européen de la Jeunesse. Journée internationale dédiée à la mémoire des victimes de l'Holocauste. 26 janvier
  - Paris. Mairie du 3e arrondissement. Salon du Livre (WIZO).
  - Conseil de l’Europe. Strasbourg. 20e commémoration du Génocide des Tutsis au Rwanda
  - Paris. 12e arrondissement. Voute Semaest. Viaduc des Arts. Colloque « Art, mémoire et transmission ». Conférence "l'art pour transmettre la Shoah et les génocides"
  - Paris. 3e arrondissement. Cercle Bernard Lazare. Exposition sur le Génocide des Tutsis au Rwanda
  - Grande-Bretagne. Londres. Lancaster House. IHRA (International Holocaust Remembrance Alliance)
  - Bulgarie. Sofia. Institut français. Conseil de l’Europe. Colloque internationald’enseignants
  - Paris. 4e arrondissement. Café des Psaumes, rue des Rosiers
  - Strasbourg. Centre Administratif. Exposition sur Génocide des Tutsis au Rwanda   
  - Saverne. Château des Rohan. Journées européennes de la culture juive
  - Pologne. Université Jagelonne  De Cracovie. Avec le Conseil de l’Europe et le Musée d'Auschwitz
  - Strasbourg. Lieu de l’Europe. Semaine de l’égalité avec le Forum des Rom et la ville de Strasbourg. Exposition  sur le génocide tsigane
  - Sceaux. Cinéma Trianon. Avec la LICRA. Le génocide des Tsiganes
- 2015 : 
  - Strasbourg. Église Saint-Guillaume de Strasbourg. Journée internationale dédiée à la mémoire des victimes de l'Holocauste. Célébration du 70e anniversaire  de la libération des camps avec le CRIF
  - Strasbourg. Célébration du 70e anniversaire de la libération des camps devant l’assemblée parlementaire. 26  janvier
  - Mulhouse. Collège Saint- Exupéry REP+. Travail pédagogique dans un groupe d'élèves de 3e. Mise à disposition de peintures pour qu'ils montent eux-mêmes une exposition, qu'ils ont fait visiter aux autres élèves du collège pour devenir transmetteur de mémoire à leur tour.
  - Strasbourg. Collège Européen. Intervention auprès d'enseignants "l'art pour transmettre la Shoah et les génocides"
  - Paris. Mairie du 9e arrondissement. Avec le partenariat de l’organisation Europe de la Mémoire présidée par Alexis Govciyan. L’exposition « Témoigner de ces vies » (sur le Génocide arménien, le Génocide des Tutsis au Rwanda et la Shoah) ouvre la programmation « Mémoire Paris Neuf » et fait partie du programme officiel des manifestations du centenaire du génocide arménien.
  - Saint-Mandé. Hôtel de Ville. Célébration du 70e anniversaire de la libération des camps
  - Metz. Bibliothèque universitaire du Saulcy. Dans le cadre des Journées européennes de la Culture Juive. Exposition "Ponts de la mémoire-Ponts entre les Hommes"
  - Paris. Grande Loge de France. Pour la journée "du Devoir de mémoire"
  - Paris. Église arménienne. Exposition collective "Reflets de mémoire" avec le collectif d'artistes arméniens Diaspo'arts
- 2016 :
  - Longwy. Exposition « Les tsiganes aussi. Mémoire et oubli. » avec l'association Amitiés tsiganes.
  - Duisbourg ; Exposition à la Salvatorkirche avec l'association "Gegen Vergessen - für Demokratie " pour la journée de la mémoire de l’Holocauste du 27 janvier et la semaine franco-allemande
  - Saverne Au château des Rohan du 20 février au 30 mai 2016
  - Duisbourg ; Exposition  du 18 septembre au 3 octobre avec l'association culturelle Kreativruhrort et M. Heseding l'association "Gegen Vergessen - für Demokratie " pour le 300e anniversaire du port et la semaine de la culture juive
  - Montauban : Musée de la résistance. Exposition "Atmosphère d'un drame. Une indicible histoire" du 13 décembre au 10 mars 2017
- 2017 :
  - Paris. Colloque du Bnai Brith sur les génocides. 5 mars
  - Strasbourg. Exposition dans le cadre de la Fondation Claude Lévy enfant juif caché. Dans le cadre d'une conférence "Paroles d'enfants cachés" avec 3 témoignages
  - Nice. Dans le cadre de la semaine de la mémoire du lycée Thierry-Maulnier. Exposition et conférence "l'art pour transmettre la Shoah et les génocides" .
  - Lyon-Decines au Centre National de la Mémoire Arménienne. Exposition du 1er juin au 16 septembre
  - Strasbourg. Espace K. Exposition avec la compagnie théâtrale Mémoires vives dans le cadre de la semaine de l'égalité et de la lutte contre les discriminations du 10 au 13 octobre. Exposition "Ces femmes porteuses de mémoire"
- 2018 :
  - Marseille. Hôtel de la région. Exposition avec l'AFMA, association Fonds Mémoire d'Auschwitz. 15 mars au 3 avril
  - Strasbourg. Ecole Européenne. 22 mars. Avec la Fondation Claude levy enfant juif caché. Conférence sur Claude Hampel enfant juif caché et sur 2 polonais, Justes parmi les nations: Irena Sendler et Jan Zabinski
  - Nice. Lycée Thierry Maulnier. Dans le cadre de la semaine de la recherche et de la mémoire du lycée Thierry Maulnier "De nos racines à l'histoire". Exposition et conférence "l'art pour transmettre la Shoah et les génocides" du 16 au 20 avril
  - Strasbourg. Conférence au Club 3 ; L'art pour transmettre la Shoah"
  - Nancy. Hotel de ville. Avec la mairie de Nancy, les associations résistantes, l'AFMD, l'association arménienne, Amitiés tsiganes, une association africaine, une association homosexuelle. Exposition du 21 septembre au 2 octobre
  - Strasbourg. 28 septembre. Colloque "Les Justes" par la Fondation Claude Lévy enfant juif caché. 28 septembre. Présentation de portraits de Justes de la Shoah, du génocide arménien et du génocide des Tutsis au Rwanda et leur histoire
  - Kehl en Allemagne. du 4 au 10 novembre. Célébration des 80 ans de la nuit de cristal. Exposition à la Friedenskirche. Conférences et témoignages des survivants de la Shoah, Inge Auerbacher et Gerd Klestadt aux côtés de leurs portraits peints
- 2019 :
  - Québec.

## Publications
- Francine Mayran. La Shoah et son ombre. Strasbourg, Arthémon, 2009.
- Francine Mayran. Témoigner de ces vies. Peindre la mémoire. Éditions du Signe.
- Livre Scolaire Français Terminales Pro éd. Foucher. Avril 2011
- Recueil écrit par des lycéens de Compiègne. Juin 2011. Un camp dans ma ville
- Isabelle Ligner. Livret commémoratif. Linas-Monthery. Un camp d'internement familial en région parisienne pour les Tsiganes et Gens du Voyage du 27 novembre 1940 au 21 avril 1942.  2011.
- Marc Michiels et Marc van den Wijngaert. Het XXste transport naar Auschwitz. 2012
- Livre Scolaire Français Troisième éd. Hachette. Avril 2012
- Francine Mayran et Régis Schlagdenhauffen. Les victimes du nazisme. Destins spécifiques. Fiches pédagogiques. Editions du Conseil de l'Europe.2012
- Livre-disque illustré pour les 5 ans du Mémorial de Compiègne.2013.
- Cercle d'études de la déportation et de la Shoah. Amicale d'Auschwitz. Avril 2013. Persécutions des Tsiganes.
- Catalogue d'exposition du musée national de la résistance d'Esch sur Alzette. Mai 2013. Between shade and darkness. Le sort des Juifs du Luxembourg de 1940 à 1945.
- Francine Mayran. Après la Shoah, on avait dit plus jamais cela... et pourtant! Catalogue d'exposition pour la 20e commémoration du génocide des Tutsi au Rwanda. 2014
- Francine Mayran. 100 ans de déni ou le génocide des Arméniens. Catalogue d'exposition imprimé par la mairie du 9e à Paris. Introduction par Delphine Burkli, maire du 9e et Alain Kremenetzky délégué général d'Europe de la mémoire. Avril 2015